# Dennis Higler
Dennis Johan Higler (Amersfoort, 30 settembre 1985) è un arbitro di calcio olandese.

## Carriera
Esordisce in Eredivisie il 3 dicembre 2011 dirigendo De Graafschap - Roda JC. Debutta in competizioni UEFA il 6 luglio 2017 arbitrando l'incontro di UEFA Europa League tra Ružomberok e Vojvodina.
Il 31 marzo 2025 la UEFA lo ha convocato per il campionato femminile d'Europa 2025 in Svizzera, nel ruolo di VAR, insieme all'assistente Franca Overtoom e all'arbitro di supporto Shona Shukrula.